# Porcellio duboscqui
Porcellio duboscqui là một loài chân đều trong họ Porcellionidae. Loài này được Paulian de Felice miêu tả khoa học năm 1941. Có thể tìm thấy loài bọ này ở Pháp và Tây Ban Nha.